# Otus hartlaubi
Otus hartlaubi là một loài chim trong họ Strigidae.